# 百年巨匠
《百年巨匠》是2012年至2024年在中国大陆上映的以“人物”为主题的纪录片。

## 内容

### 第一季《百年巨匠》
第一季分作110集，讲述了43位艺术家、文学家、曲艺家：
- 黄宾虹
- 齐白石
- 徐悲鸿
- 张大千
- 潘天寿
- 傅抱石
- 林风眠
- 李可染
- 吴作人
- 李苦禅
- 刘海粟
- 关山月

### 第二季《百年巨匠·建筑篇》
- 詹天佑
- 茅以升
- 梁思成
- 杨廷宝

### 第四季《百年巨匠·教育体育篇》
- 蔡元培
- 陈嘉庚
- 张伯苓
- 黄炎培
- 吴玉章
- 马约翰
- 陶行知
- 叶圣陶
- 董守义
- 苏步青
- 蒋南翔

## 制作
2012年，《百年巨匠》启动拍摄。2018年4月，《百年巨匠·建筑篇》在故宫博物院举行的开机仪式。2019年10月，《百年巨匠·紫砂篇》在江苏省宜兴市正式开拍。2022年11月5日，《百年巨匠·体育篇·教育篇》启动仪式在北京市举行。2023年6月30日，“春华秋实——《百年巨匠》清华系列开机暨展播启动仪式”在清华大学中央主楼举行。

## 奖项
| 年份 | 获奖方                  | 颁奖方               | 奖项分类       | 是否得奖 | 备注  |
| ---- | ----------------------- | -------------------- | -------------- | -------- | ----- |
| 2024 | 《百年巨匠·教育体育篇》 | 第32届中国电视金鹰奖 | 最佳电视纪录片 | 提名     | [ 5 ] |